# Beaumont-sur-Sarthe
 Beaumont-sur-Sarthe  es una población y comuna francesa, situada en la región de Países del Loira, departamento de Sarthe, en el distrito de Mamers. Es el chef-lieu del cantón de Beaumont-sur-Sarthe.

## Demografía
| 1870 | 1902 | 2134 | 1938 | 1874 | 1973 |
| Para los censos de 1962 a 1999 la población legal corresponde a la población sin duplicidades (Fuente: INSEE [Consultar]) |      |      |      |      |      |